# Teatro Accademia
Il Teatro Accademia è un teatro di Conegliano (TV), situato in Piazza Cima, nel cuore del centro storico della città.

## Storia
La costruzione fu iniziata sotto il dominio austriaco e venne conclusa nel 1868.
Nato dall'idea che il vecchio Teatro Concordia, in Contrada Borghetto (attuale via Teatro Vecchio) non riuscisse a soddisfare le richieste, venne edificato grazie ai progetti dell'architetto udinese Andrea Scala.
Venne inaugurato il 5 settembre 1869; per l'occasione fu rappresentato Il Conte Ory di Gioachino Rossini.
Ristrutturato più volte a partire dal 1937, dal 1946 ha iniziato anche un'attività cinematografica.
Simbolo della Città di Conegliano, della sua piazza, è stato testimone del cambiamento del mondo, della cultura, della socialità ma rimane espressione di una comunità viva e dinamica.
Con la Stagione 2019/2020 Il Teatro Accademia ha festeggiato i suoi 150 anni di attività.

## Architettura
Il teatro è una tipica architettura neoclassica, la cui grande facciata domina Piazza Cima da una scalinata, ai lati della quale sono posizionate due caratteristiche sfingi in pietra. Si accede al portale attraverso un portico, nella parte centrale sporgente verso la piazza.
Quattro semplici frontoni, due sulle ali laterali e due sovrapposti nel corpo centrale, sono i decori della parte alta. Delle statue, anch'esse di impronta neoclassica, ornano la loggia e alcune finestre.

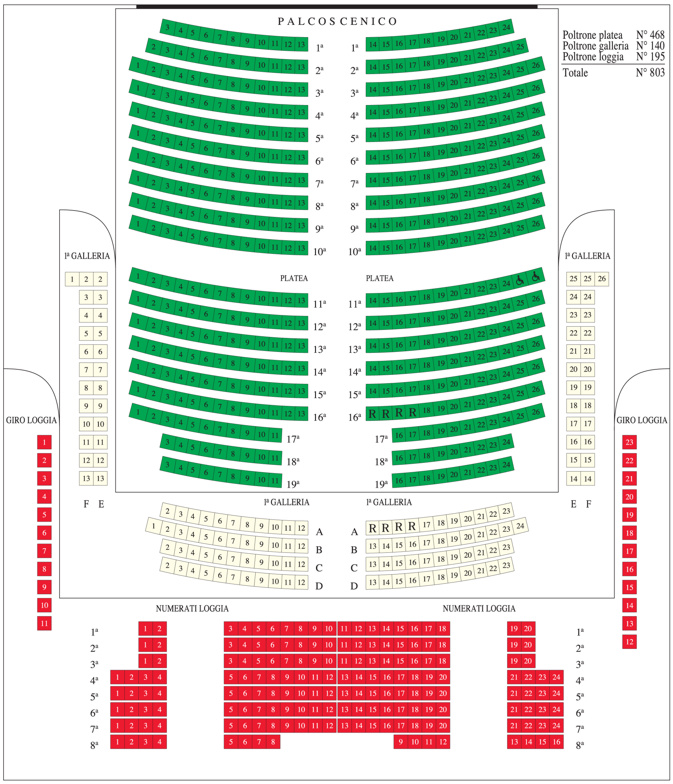
Disposizione posti a sedere del Teatro Accademia.